# Muraliovo
Muraliovo (en rus: Муралёво) és un poble de l'óblast de Vladímir, a Rússia, segons el cens del 2010 tenia 2 habitants. Pertany al districte municipal de Mélenki.